# Caminha
Caminha là một huyện thuộc tỉnh Viana do Castelo, Bồ Đào Nha. Huyện này có diện tích 137 km², dân số thời điểm năm 2001 là 17069 người.